# Carlo Maria Martini
Carlo Maria Martini S.J. (1927–2012) là một Hồng y người Italia của Giáo hội Công giáo Rôma. Ông từng đảm nhận vai trò Hồng y Đẳng Linh mục Nhà thờ S. Cecilia, Tổng giám mục đô thành Tổng giáo phận Milano trong suốt 23 năm, từ năm 1979 đến năm 2002.
Vốn xuất thân từ giáo sĩ phục vụ trong giáo triều Rôma, ông từng đảm trách nhiều vai trò khác nhau trước khi tiến đến trở thành Tổng giám mục đô thành Milano, như: Viện trưởng Học viện Giáo hoàng về Kinh Thánh (1969–1978), Chưởng ấn Magnificus Đại học Giáo hoàng Gregorian (1978–1979). Ngoài lãnh đạo các giáo phận được bổ nhiệm, ông còn đảm nhận vị trí quan trong tại Hội đồng giám mục cấp châu lục như: Chủ tịch Hội đồng Giám mục Châu Âu (1986–1993). Ông được vinh thăng Hồng y ngày 2 tháng 2 năm 1983, bởi Giáo hoàng Gioan Phaolô II.

## Tiểu sử
Hồng y Carlo Maria Martini sinh ngày 15 tháng 2 năm 1927 tại Torino, Tổng giáo phận Torino, Italia. Sau quá trình tu học dài hạn tại các cơ sở chủng viện theo quy định của Giáo luật, ngày 13 tháng 7 năm 1952, Phó tế Martini, 25 tuổi, tiến đến việc được truyền chức linh mục. Cử hành nghi thức truyền chức cho tân linh mục là Hồng y Maurilio Fossati, O.Ss.G.C., Tổng giám mục đô thành Tổng giáo phận Torino. Tân linh mục là thành viên linh mục đoàn Dòng Tên.
Linh mục Martini được bổ nhiệm đảm nhận nhiều vai trò quan trọng, Viện trưởng Học viện Giáo hoàng về Kinh Thánh. Thông báo bổ nhiệm được công bố cách rộng rãi vào ngày 29 tháng 9 năm 1969. Sau 8 năm đảm nhiệm chức vị tại Viện Kinh Thánh, Giáo hoàng quyết định thuyên chuyển linh mục này làm Chưởng ấn Magnificus Đại học Giáo hoàng Gregorian, từ ngày 18 tháng 7 năm 1978.
Sau 27 năm thi hành các công việc mục vụ với thẩm quyền và cương vị của một linh mục, ngày 29 tháng 12 năm 1979, Tòa Thánh loan tin Giáo hoàng đã quyết định tuyển chọn linh mục Carlo Maria Martini, 52 tuổi, gia nhập Giám mục đoàn Công giáo Hoàn vũ, với vị trí được bổ nhiệm là Tổng giám mục đô thành Tổng giáo phận Milano. Lễ tấn phong cho vị giám mục tân cử được tổ chức cách nhanh chóng sau đó vào ngày 6 tháng 1 năm 1980 tại Vương cung Thánh đường Thánh Phêrô, với phần nghi thức chính yếu được cử hành cách trọng thể bởi 3 giáo sĩ cấp cao, gồm chủ phong là đương kim giáo hoàng, Giáo hoàng Gioan Phaolô II; hai vị giáo sĩ còn lại, với vai trò phụ phong, gồm có Tổng giám mục Eduardo Martínez Somalo, Thành viên Phủ Quốc vụ khanh Tòa Thánh và giám mục Ferdinando Maggioni, giám mục phụ tá Tổng giáo phận Milano. Tân giám mục chọn cho mình khẩu hiệu: PRO VERITATE ADVERSA DILIGERE. Sau khi được truyền chức, ông chính thức nhận giáo phận mới của mình, vào ngày 10 tháng 2.
Bằng việc tổ chức công nghị Hồng y năm 1983 được cử hành chính thức vào ngày 2 tháng 2, Giáo hoàng Gioan Phaolô II đưa ra quyết định vinh thăng Tổng giám mục Carlo Maria Martini tước vị danh dự của Giáo hội Công giáo, Hồng y. Tân Hồng y thuộc Đẳng Hồng y Linh mục và Nhà thờ Hiệu tòa được chỉ định là Nhà thờ S. Cecilia. Tân Hồng y đã cử hành các nghi thức nhận nhà thờ hiệu tòa của mình vào ngày 29 tháng 10 cùng năm.
Ngoài lãnh đạo các giáo phận được bổ nhiệm, ông còn đảm nhận vị trí quan trọng tại Hội đồng giám mục cấp châu lục như: Chủ tịch Hội đồng Giám mục Châu Âu trong khàong thời gian bảy năm, từ năm 1986 đến năm 1993.
Ngày 11 tháng 7 năm 2002, Tòa Thánh chấp thuận đơn hồi hưu của ông, vì lý do tuổi tác, theo Giáo luật. Ông qua đời ngày 31 tháng 8 năm 2012, thọ 85 tuổi.